# Vologne
Pour les articles homonymes, voir Vologne (homonymie).
La Vologne est une rivière de Lorraine, dans le département des Vosges. Née  en contrebas de la Chaume Charlemagne située entre le Hohneck et le col de la Schlucht, dans le massif des Vosges, elle est un affluent direct de la Moselle. Sa source est située sur le domaine du jardin d'altitude du Haut Chitelet.

## Géographie

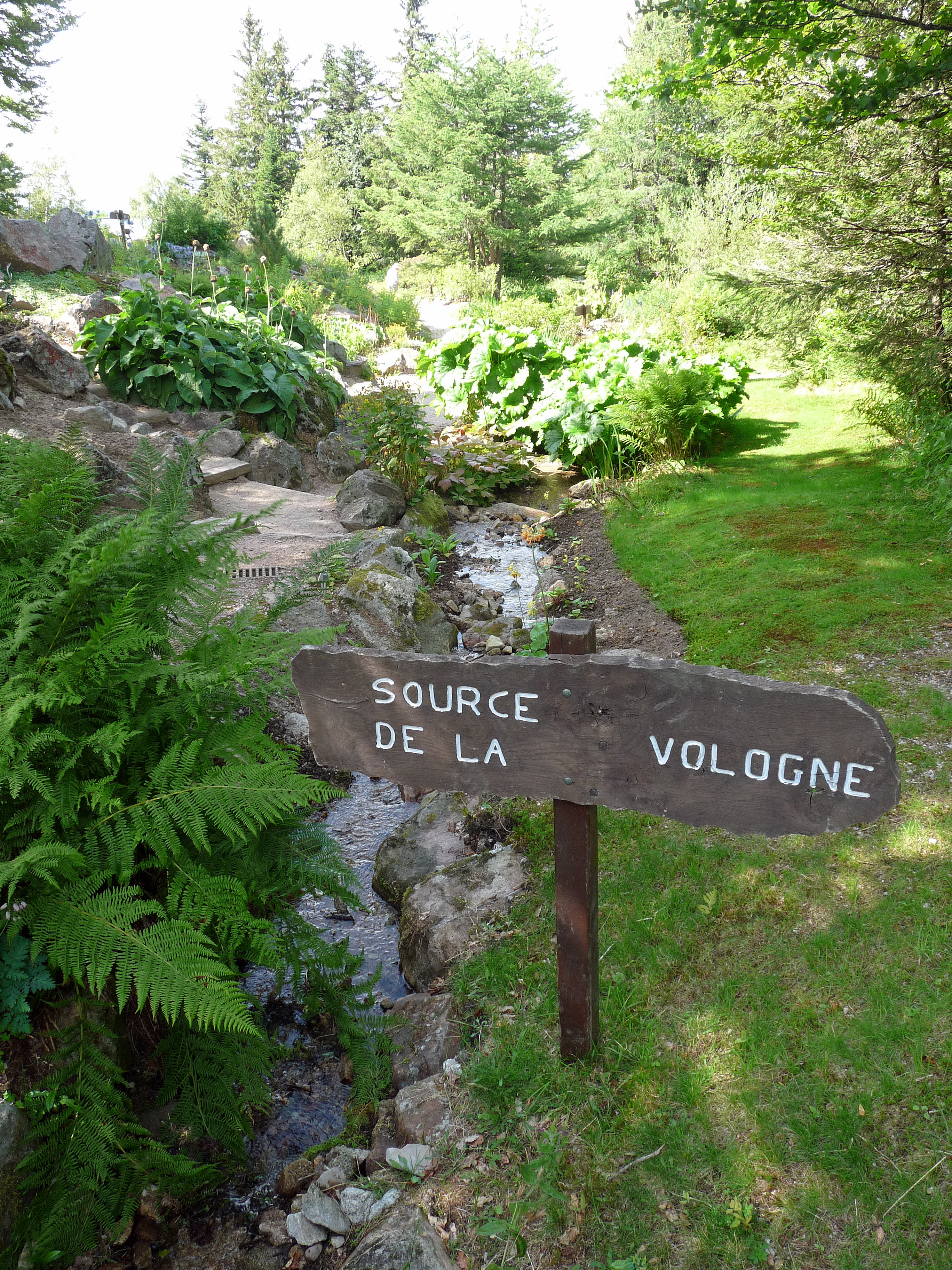
Source de la Vologne.

La Vologne prend sa source à 1 228 mètres d'altitude, en amont du jardin d'altitude aménagé sur le massif du Hohneck par le Jardin botanique de Nancy, au sud-est du Collet. Elle tombe vers le Collet, mais emprunte le défilé juste en contrebas du petit col pour plonger vers la vallée des Lacs. Après avoir reçu la goutte des Faignes Forie, elle file vers la cascade Charlemagne à 810 mètres d'altitude et rejoint le lac de Retournemer à 775 mètres d'altitude. Elle alimente ensuite le lac de Longemer à 735 mètres d'altitude, qu'elle traverse pour s'écouler, au nord-ouest, par les trois pierres saint Florent.
Elle rejoint les ruisseaux de Belbriette et des Fies en amont de Xonrupt. Après la prairie xonrupéenne à plus de 710 mètres d'altitude, elle cascade au saut des Cuves, passe sous le pont des Fées et arrose les îlots, nommés « Perles de Vologne » ou « îles Marie-Louise » avant de recevoir  la Jamagne, déversoir du lac de Gérardmer à Kichompré, à 618 mètres d'altitude.

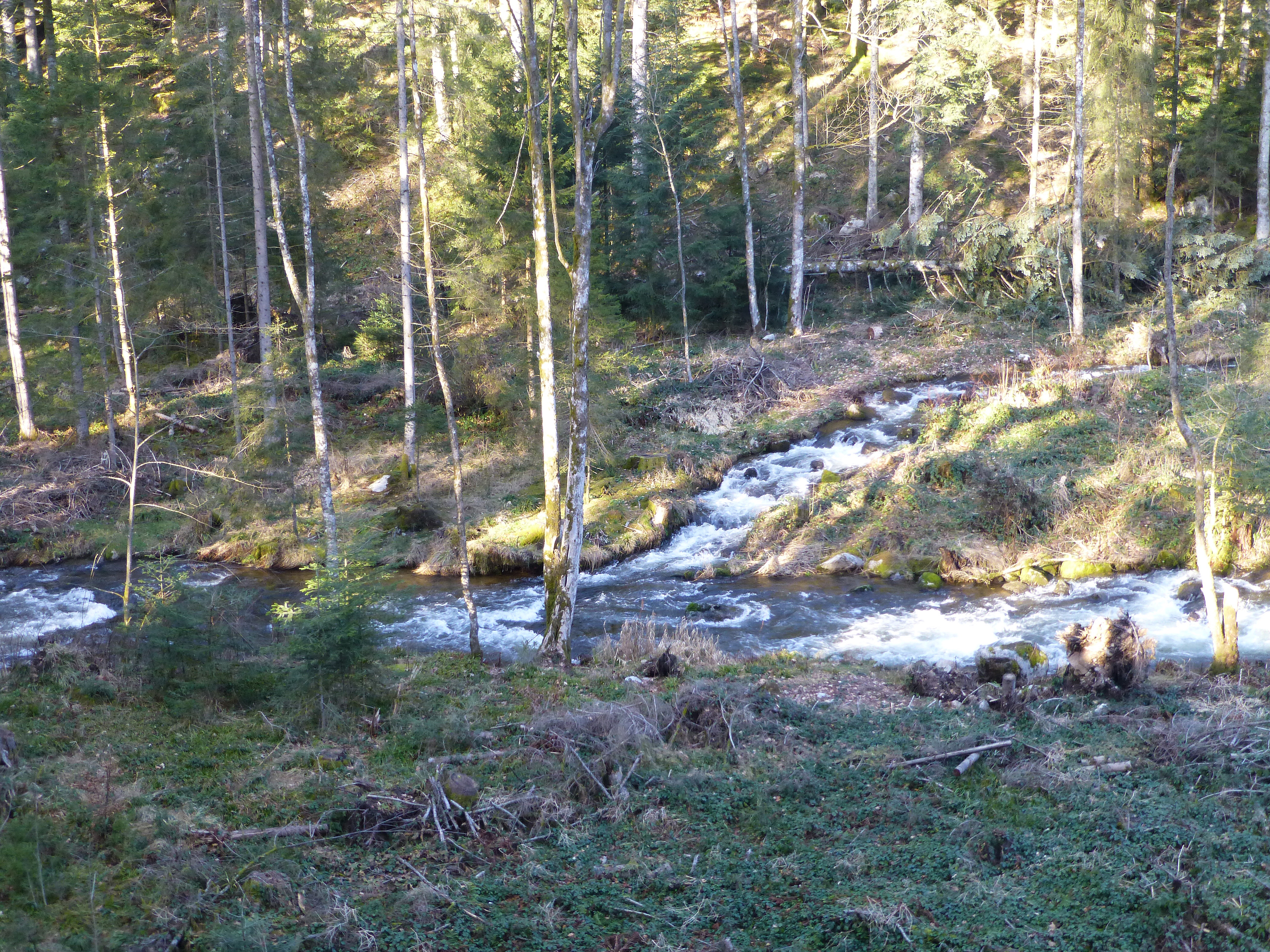
Affluent de rive droite entre Gérardmer et Kichompré.
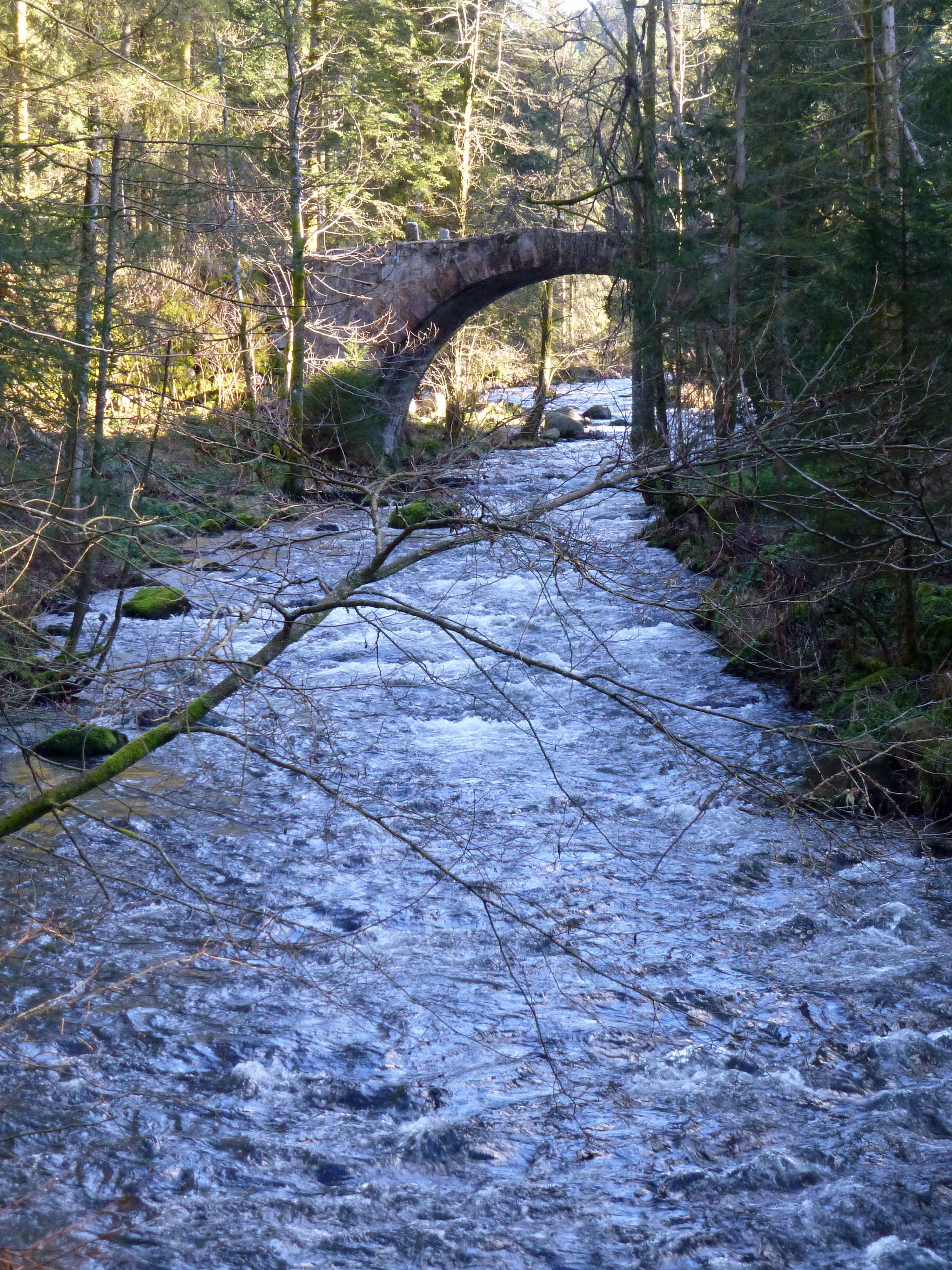
Pont des Fées.
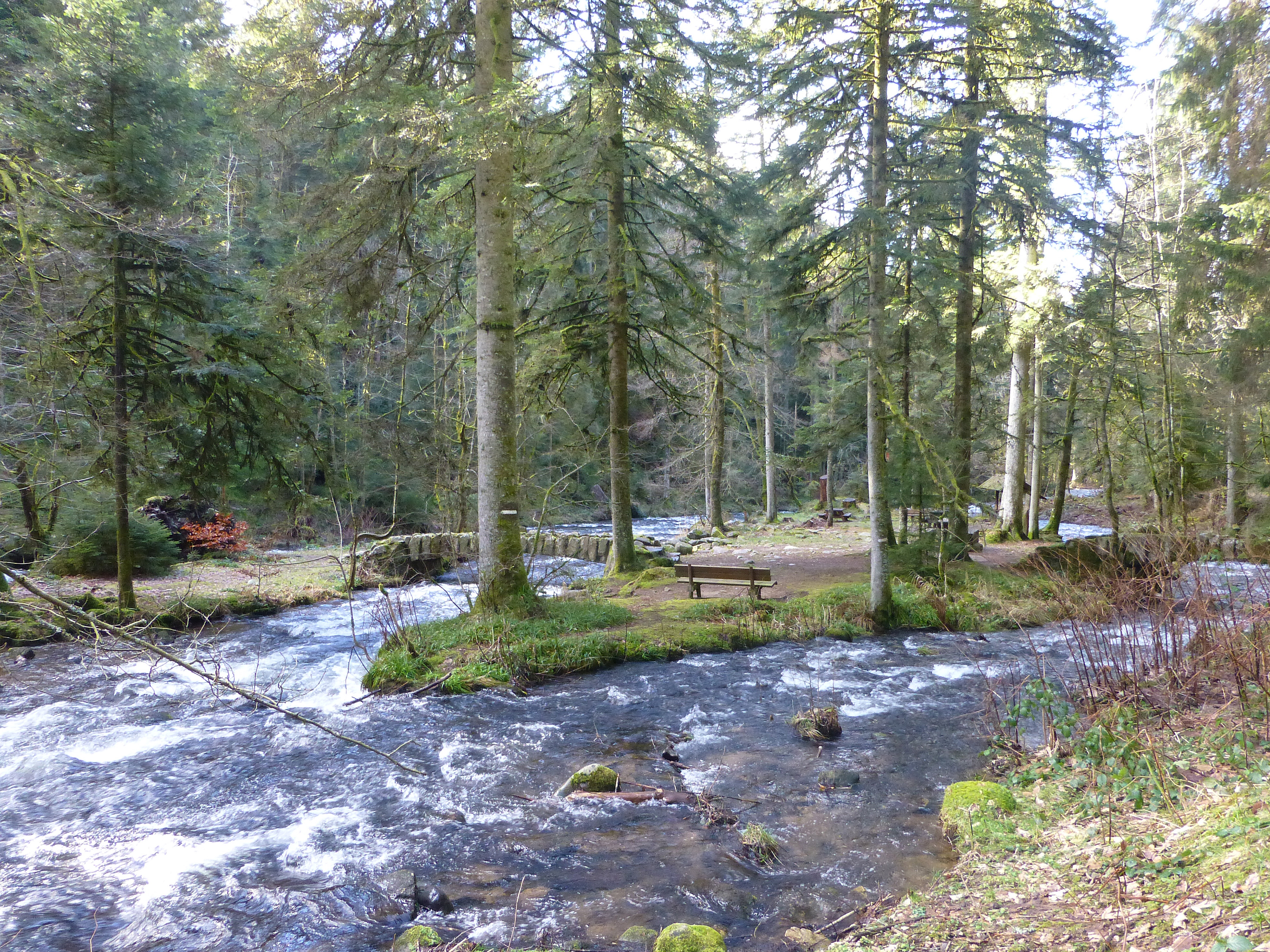
Îles Marie-Louise.
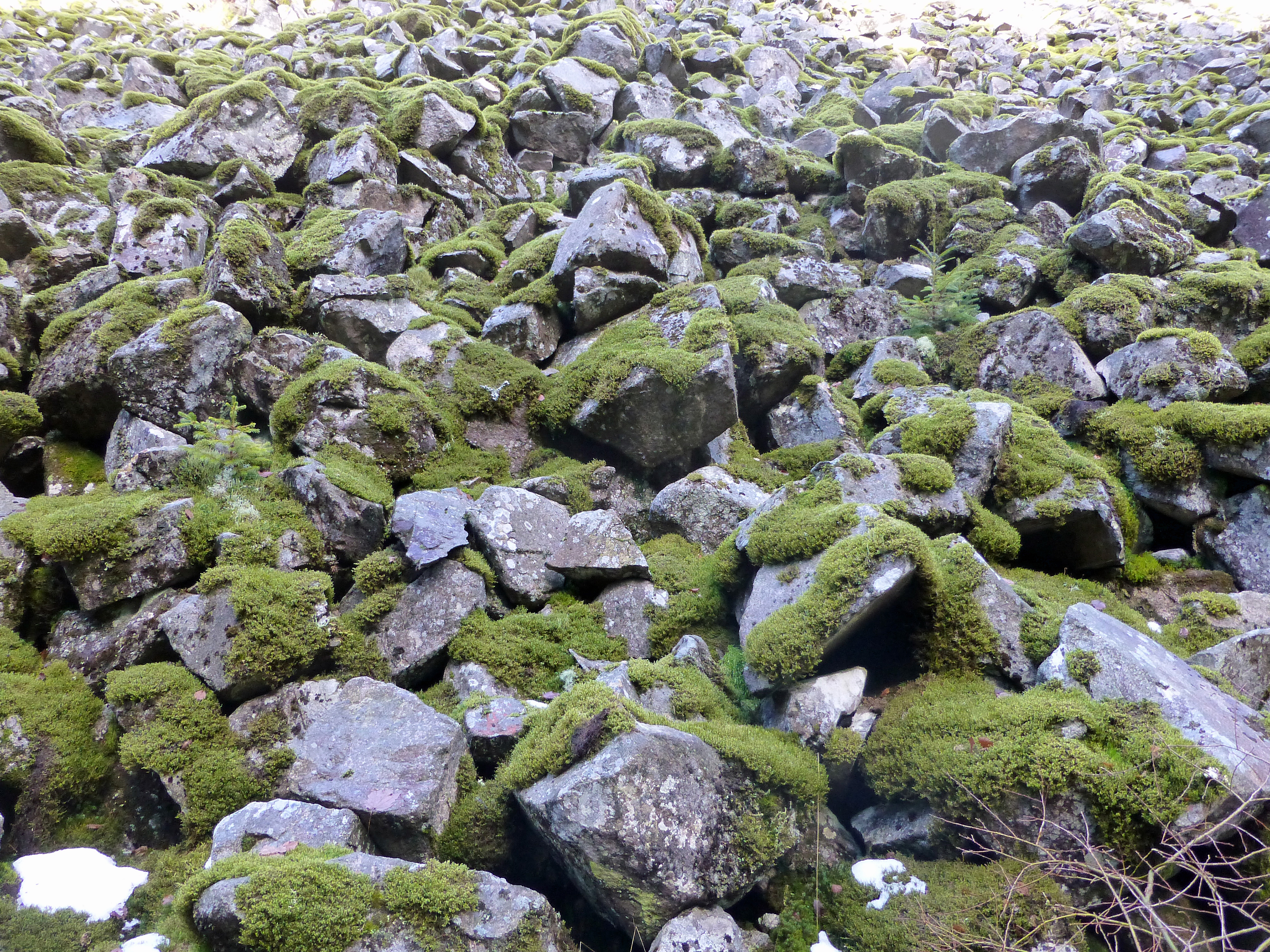
Éboulis granitiques.

Après le long canal linéaire des Granges ou du Kertoff, remarquable exutoire des masse d'eaux de fonte sous-glaciaire, elle arrose Granges-sur-Vologne, reçoit la Corbeline, le Neuné - au sud de Bruyères - et le Barba à Docelles, puis rejoint la Moselle à Jarménil, à 358 m d'altitude, dix kilomètres en amont d'Épinal. Sa longueur est de 49,6 km et son bassin est de 368 km2.

### Communes et cantons traversés

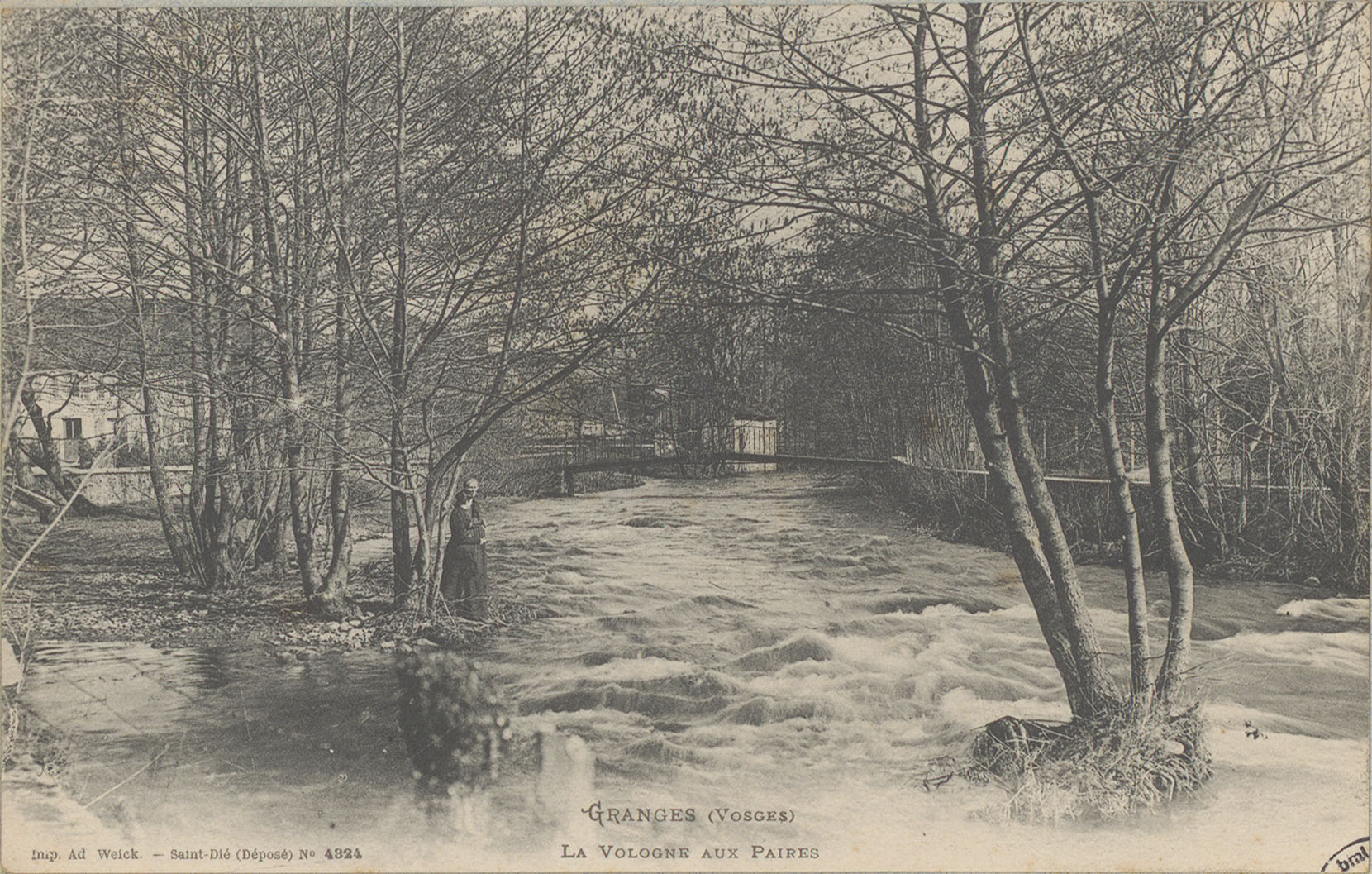
La Vologne à Granges-sur-Vologne
(carte postale Adolphe Weick).

La Vologne traverse les dix-huit communes suivantes, de l'amont vers l'aval : Xonrupt-Longemer, Gérardmer, Granges-sur-Vologne, Jussarupt, Aumontzey, Herpelmont, Laveline-devant-Bruyères, Beauménil, Champ-le-Duc, Fiménil, Laval-sur-Vologne, Prey, Lépanges-sur-Vologne, Deycimont, La Neuveville-devant-Lépanges, Docelles, Cheniménil, Jarménil.
En termes de cantons, la Vologne prend source dans le canton de Gérardmer, traverse les cantons de Corcieux et de Bruyères et conflue dans le canton de Remiremont, dans les arrondissements de Saint-Dié-des-Vosges et d'Épinal.

### Toponymes
La Vologne a donné son nom aux communes suivantes de Granges-sur-Vologne, Laval-sur-Vologne, Lépanges-sur-Vologne.

### Organisme gestionnaire
Il n'y a pas d'organisme gestionnaire sur la Vologne en 2014.

## Affluents
La Vologne a onze affluents référencés:
- Goutte des Faignes Forie (RG[note 1]) 1,4 km sur la seule commune de Xonrupt-Longemer
- Goutte de Balveurche (se déversant dans le lac de Retournemer) 1,1 km sur la seule commune de Xonrupt-Longemer
- Goutte des Faignes sous Vologne(se déversant dans le lac de Retournemer) sur la seule commune de Xonrupt-Longemer
- Goutte de la Basse de la Mine (se déversant dans le lac de Longemer) 1,5 km sur la seule commune de Xonrupt-Longemer
- Ruisseau de Saint-Jacques ou Ruisseau des Plombes (se déversant dans le lac de Longemer) 2,0 km sur la seule commune de Xonrupt-Longemer
- Ruisseau de Belbriette (RG) 5,9 km sur les deux communes de Xonrupt-Longemer et Ban-sur-Meurthe-Clefcy avec un affluent :
  - Goutte de la Petite Droite(RG) 1,5 km sur la seule commune de Xonrupt-Longemer
- Ruisseau de l'Envers des Fies (RD) 2,9 km sur les deux communes de Ban-sur-Meurthe-Clefcy et de Xonrupt-Longemer
- Ruisseau du Blanc Ruxel ou Ruisseau de Nauroye (RD) 1,4 km sur la seule commune de Xonrupt-Longemer
- 'Ruisseau des Relles Gouttes (RG) 3,0 km sur la seule commune de Xonrupt-Longemer avec un affluent:
  - Ruisseau des Basses Royes (RD) sur la seule commune de Xonrupt-Longemer
- Ruisseau des Trois Maisons (RG) sur la seule commune de Xonrupt-Longemer
- Ruisseau de Martimpré ou Ruisseau des Bâs (RD) 1,2 km sur les trois communes de Xonrupt-Longemer, Gérardmer, Gerbépal avec un affluent :
  - Ruisseau de Narouël ou Goutte de Narouël 1,1 km sur la seule commune de Gerbépal
- La Jamagne (RG) 6,9 km sur la seule commune de Gérardmer avec cinq affluents :

- Ruisseau du Chaufour (RG) 2,4 km sur les deux communes de Granges-sur-Vologne et Gérardmer
- La Corbeline (RD) 9,4 km sur les trois communes de Granges-sur-Vologne, Barbey-Seroux, Arrentès-de-Corcieux avec un affluent :
  - Ruisseau de l'Aile (RG) 2,3 km sur la seule commune de Barbey-Seroux
- Ruisseau des Bas Prés ou Ruisseau des Voids (RG) 2,5 km sur la seule commune de Granges-sur-Vologne avec deux affluents :
  - Ruisseau du Haut-Rain ou Ruisseau de Gadémont 6,1 km sur la seule commune de Granges-sur-Vologne avec un affluent :
    - Ruisseau de Menaumont (RG) sur les deux commune de Liézey et Granges-sur-Vologne

  - Ruisseau du Pertuis1,8 km sur les deux communes de Liézey et Granges-sur-Vologne
- Ruisseau des Baumes (RG) sur la seule commune de Granges-sur-Vologne
- Défluence du Ruisseau des Friches ou Ruisseau de la Prairie (RD) sur 4,1 km vers le Neuné sur les communes de Aumontzey, Jussarupt et Laveline-devant-Bruyères avec deux affluents :
  - Ruisseau du Creux (RD) sur la seule commune de Aumontzey
  - Ruisseau de la Feigne (RG)  qui est sa propre défluence sur la seule commune de Aumontzey et Jussarupt
- Ruisseau des Clous (RG) 3,6 km sur les deux communes de Champdray et Jussarupt
- Le Neuné (RD) 24 km avec onze affluents :

- Ruisseau du Moulin (RG) 4,8 km sur la seule commune de Herpelmont
- La Lizerne (RD) 3,4 km sur les deux communes de Champ-le-Duc et Bruyères
- Ruisseau des Antilleux (RD) 3,0 km sur la seule commune de Laval-sur-Vologne avec un affluent :
  - Ruisseau de Grandrupt (RG) 1,1 km sur les deux communes de Laval-sur-Vologne et Bruyères
- Ruisseau de Narré (RD) 2,5 km sur la seule commune de Fays avec un affluent :
  - Ruisseau du Cul d'Honstot ou Ruisseau de la Forêt de Faîte (RG) 2,5 km sur les deux communes de Fays et Laval-sur-Vologne
- Ruisseau de Bérupt sur les deux communes de Fays et Lépanges-sur-Vologne
- Ruisseau de Prey (RG) 4,0 km sur les deux communes de Fiménil et Prey
- Ruisseau de Malenrupt (RG) 3,4 km sur les trois communes de Fiménil, Lépanges-sur-Vologne et La Neuveville-devant-Lépanges
- Ruisseau de la Distillerie (RD) 1,3 km sur la seule commune de Lépanges-sur-Vologne
- La Bouillante ou Ruisseau du Faing Vairel (RD) 4,3 km sur la seule commune de Deycimont avec un affluent :
  - Rupt du Void appelé sur sa partie amont Ruisseau de St.Nicolas (RD) 3,0 km sur les deux communes de Le Roulier et Deycimont
- Ruisseau de Bouzé (RG) 2,8 km sur les deux communes de La Neuveville-devant-Lépanges et de Le Boulay
- Ruisseau de L'Étang Fleurifaing (RD) 3,0 km sur les communes de Le Roulier et de Docelles
- Le Joinrupt (défluence de 1,7 km) sur les communes de La Neuveville-devant-Lépanges et Docelles
- Le Barba (RG) 15,6 km avec huit affluents :

- Ruisseau du Ruxelier (RG) 3,1 km sur les deux communes de Cheniménil et de Jarménil

### Rang de Strahler
Le Neuné est de rang de Strahler quatre, donc la Vologne est de rang de Strahler cinq.

## Hydrologie
La Vologne est une rivière très abondante, à l'instar de ses proches voisines du Vosges. 

### La Vologne à Cheniménil
Son débit a été observé sur une période de 40 ans (1969-2008), à Cheniménil, localité du département des Vosges située peu avant son confluent avec la Moselle. Le bassin versant de la rivière y est de 355 km2 (soit la presque totalité du bassin versant qui fait 369 km2).
Le module de la rivière à Cheniménil est de 9,70 m3/s.
La Vologne présente des fluctuations saisonnières de débit assez marquées, comme très souvent dans l'est de la France, avec des hautes eaux d'hiver-printemps portant le débit mensuel moyen à un niveau situé entre 10,9 et 14,6 m3/s, de novembre à avril inclus (avec un maximum en février), et des basses eaux d'été, de juillet à septembre, avec une baisse du débit moyen mensuel jusqu'à 3,89 m3/s au mois d'août. Mais ces moyennes mensuelles ne sont que des moyennes et occultent des fluctuations bien plus prononcées sur de courtes périodes.

### Étiage ou basses eaux
Aux étiages, le VCN3 peut chuter jusque 0,99 m3/s, en cas de période quinquennale sèche, ce qui est bas, mais normal dans les régions de l'est de la France.

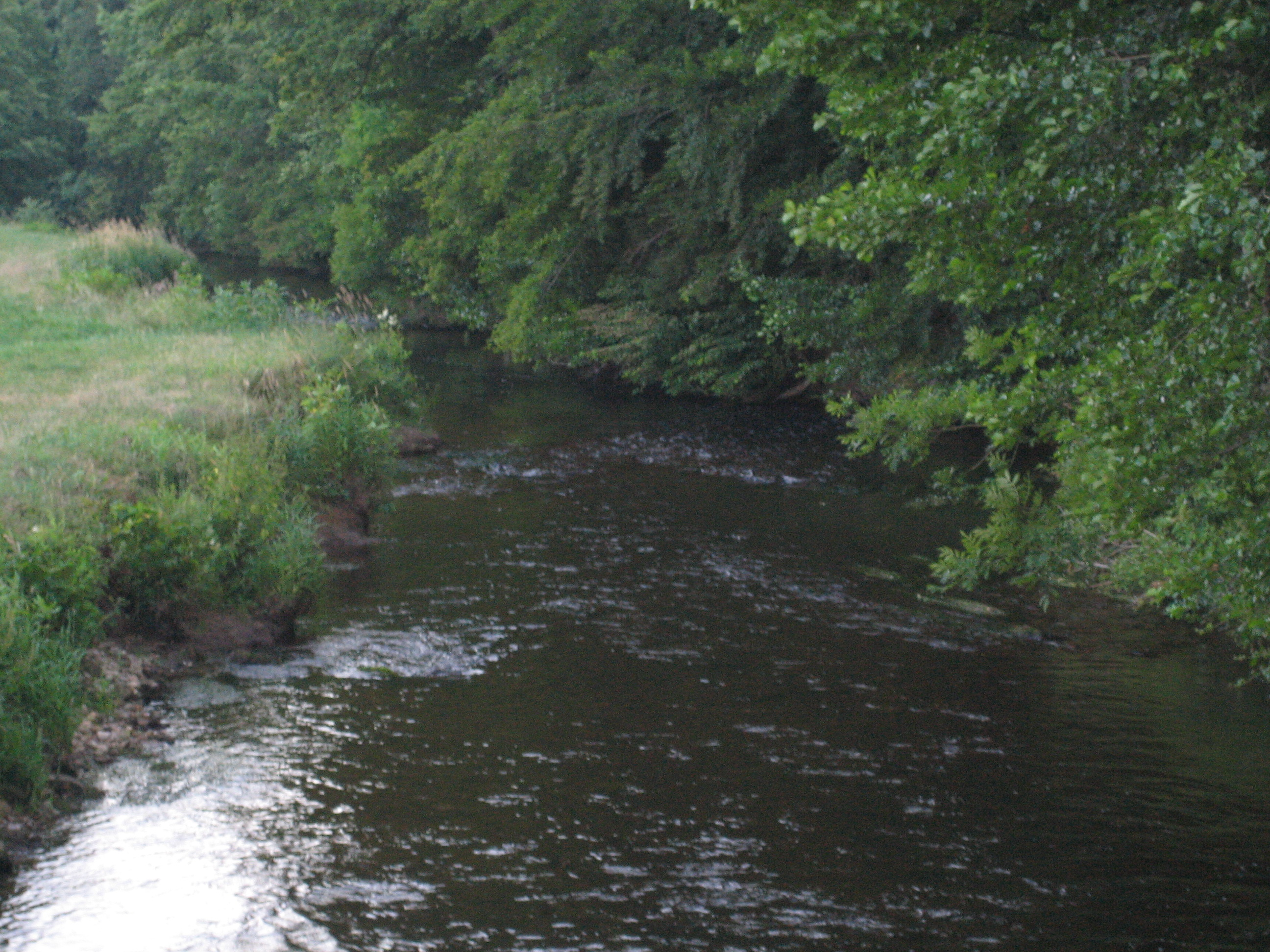
La Vologne près de Deycimont, peu avant le confluent avec le Barba.

### Crues
Les crues peuvent être, quant à elles, assez importantes. Ainsi le débit instantané maximal enregistré a été de 143 m3/s le 9 avril 1983, tandis que la valeur journalière maximale était de 108 m3/s le jour suivant. Les QIX 2 et QIX 5 valent respectivement 61 et 85 m3/s. Le QIX 10 est de 100 m3/s, le QIX 20 de 120 m3/s et le QIX 50 de 140 m3/s. Toutes ces valeurs sont de l'ordre du cinquième de celles de la Meurthe et donc comparables, en tenant compte de l'étendue respective de leur bassin versant. Il ressort aussi de cela que les crues d'avril 1983 dont il a été question plus haut, étaient d'ordre cinquantennal, c'est-à-dire des crues ne survenant que deux fois par siècle.
Hauteurs et débits de la Vologne à Cheniménil - site Vigicrues

### Lame d'eau et débit spécifique
La Vologne est une rivière très abondante malgré l'exiguïté relative de son bassin. Elle est alimentée par des précipitations elles aussi très abondantes dans la région vosgienne. La lame d'eau écoulée dans son bassin versant est de 868 millimètres annuellement  ce qui est fort élevé, près de trois fois supérieur à la moyenne d'ensemble de la France, et près du double de la totalité du bassin français de la Moselle (445 millimètres par an à Hauconcourt). Le débit spécifique (ou Qsp) atteint le chiffre de 27,4 litres par seconde et par kilomètre carré de bassin.

## Qualité des eaux
En 2006, l'Agence de l'eau Rhin-Meuse attribuait à l'eau de la Vologne, analysée au niveau de Jarménil, la qualité de "bonne", qualification attribuée durant chacune des années de la décennie 1997-2006 (catégorie 1B), sauf en 2002, où la rivière a atteint le niveau 1A ("très bon"). On constate en 2006, un peu trop d'ions ammonium (NH4+). En 2006, avec 79 % de saturation en oxygène, soit 7,9 milligrammes par litre, l'oxygénation est satisfaisante.

## Tourisme

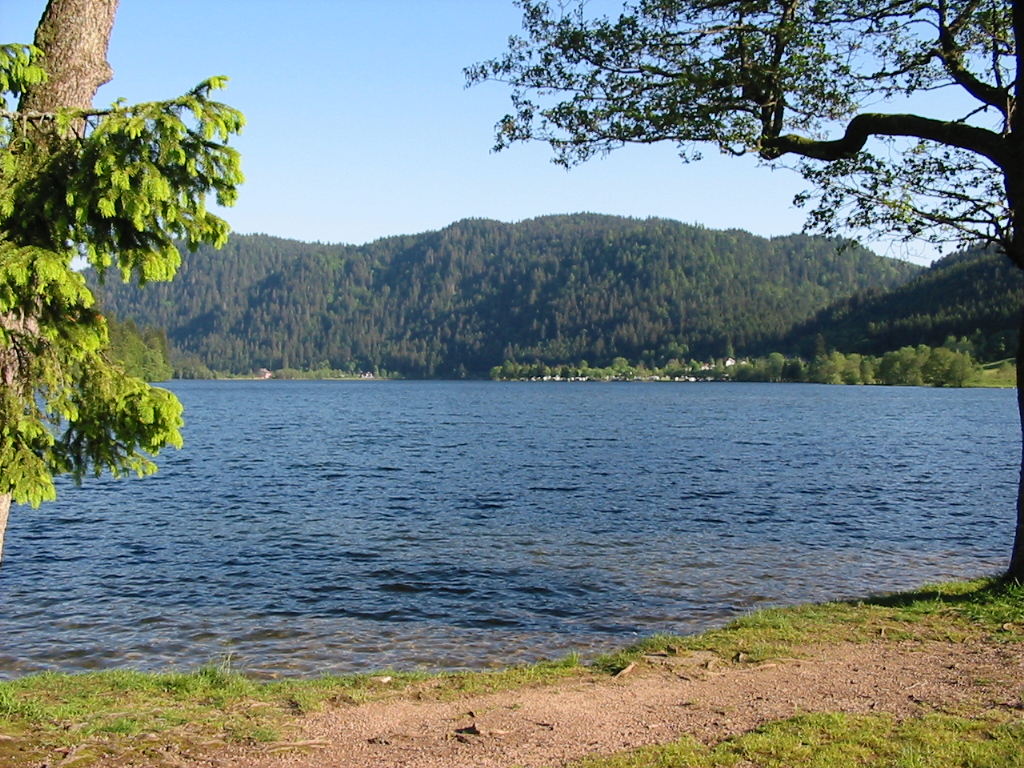
Le lac de Longemer est traversé par la Vologne.

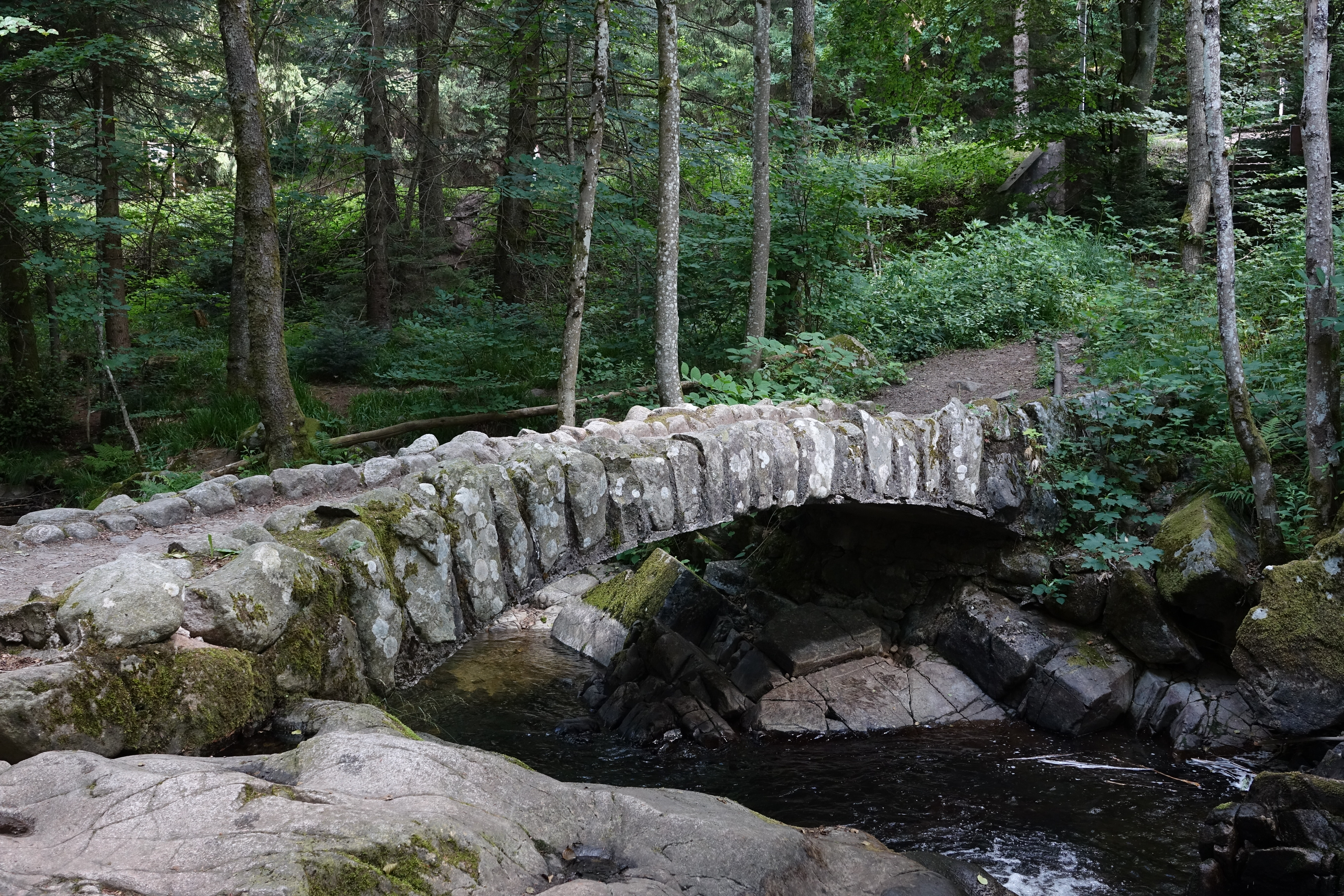
Le pont de pierre séparant les communes de Gérardmer - Xonrupt-Longemer.

La vallée supérieure de la Vologne est un haut lieu du tourisme vosgien. On y visite, outre les lacs, la cascade du Saut des Cuves sur un ancien verrou glaciaire et le Pont des Fées construit en 1763. Le sentier de grande randonnée de pays Tour de la Vologne permet de découvrir les principaux sites remarquable du cours supérieur de la rivière.
On récoltait, jusqu'au début du XXe siècle, les fameuses perles de la Vologne. Leur récolte est attestée depuis le début du XVIe siècle, et ces perles, plutôt petites, ont été prisées par la bourgeoisie et la noblesse locale jusqu'au XIXe siècle, époque à laquelle leur rareté a entraîné une désaffection pour ce bijou. La pêche en était alors réglementée et surveillée par des « gardes-perles ». La demeure seigneuriale dominant Cheniménil a pris de ces perles son nom de Château sur Perle.
Les mollusques produisant ces perles sont appelés « huîtres d'eau douce » ou « mulettes allongées », scientifiquement dénommés Margaritifera margaritifera, d'une taille d'environ 11 centimètres par 5, et d'une espérance de vie de l'ordre de 80 ans. Cette espérance de vie importante implique une régénération des populations très lente, et explique la quasi disparition de l'espèce, due certes à la pêche, mais aussi à la pollution des rivières due aux usines textiles.
Bien qu'il s'agisse d'une catastrophe culturelle, économique et sociale, la quasi disparition de l'industrie textile vosgienne a permis à la Vologne (notamment) de voir la qualité de ses eaux s'améliorer au cours des dernières années. La densité de son peuplement en truites lui a valu d'être sélectionnée pour accueillir certaines manches du championnat du monde de pêche à la mouche en juillet 2002 (organisé par la France sous l'égide de la Fédération française des pêcheurs à la mouche et au lancer).
La Vologne est classée comme cours d'eau de première catégorie sur la totalité de son parcours.

## Site classé de la Vologne
Le site dit de « la Vallée de la Vologne » est protégé depuis le 8 décembre 1910. Seule la partie située sur la commune de Granges (environ 4,5 km) bénéficie d'une protection. Cette vallée est flanquée de deux versants abrupts, s'élevant de 250 à 300 mètres et couverts, de la base au sommet, de sapins séculaires, d'énormes rochers ou d'éboulis. La Vologne coule au pied, à travers des arbres croissant naturellement et des rochers sombres qui, partout, tapissent sa couche. La rivière, la ligne de chemin de fer et la route occupent le fond de la vallée, dont la largeur, en certains endroits, ne dépasse pas 20 ou 25 mètres ; les versants sont si rapprochés qu'ils laissent à peine le temps au soleil de l'éclairer.

## Affaire Grégory
La Vologne est associée à l'affaire Grégory, une affaire criminelle très médiatisée : le 16 octobre 1984, Grégory Villemin, âgé de 4 ans, est retrouvé mort dans la rivière à Docelles. 40 ans après, le dossier n'est toujours pas élucidé.